# Antidesma annamense
Antidesma annamense är en emblikaväxtart som beskrevs av François Gagnepain. Antidesma annamense ingår i släktet Antidesma och familjen emblikaväxter.
Artens utbredningsområde är Vietnam. Inga underarter finns listade i Catalogue of Life.